# Tom Pouce
Tom Pouce war eine französische Automarke.

## Unternehmensgeschichte
Das Unternehmen Blanc et Guillon aus Puteaux begann 1920 mit der Produktion von Automobilen. Der Markenname lautete Tom Pouce. 1923 übernahm die Garage Ernault aus Dommartin (Somme) die Produktion. 1924 endete die Produktion.

## Fahrzeuge
Zunächst gab es ein Cyclecar. Für den Antrieb sorgte ein Zweizylinder-Zweitaktmotor mit 730 cm³ Hubraum. 1923 folgten Vierzylindermodelle mit Ruby-Motor mit 1095 cm³ Hubraum, Ballot-Motor mit 1592 cm³ und Le-Maître-et-Gérard-Motor mit 723 cm³ Hubraum. Diese Fahrzeuge hatten ein Dreiganggetriebe und Kardanantrieb. Die Fahrzeuge wurden auch bei Autorennen eingesetzt.